# Holotrichia sculpticollis
Holotrichia sculpticollis är en skalbaggsart som beskrevs av Blanchard 1851. Holotrichia sculpticollis ingår i släktet Holotrichia och familjen Melolonthidae. Inga underarter finns listade i Catalogue of Life.